# Andrew Buchanan (Mediziner)

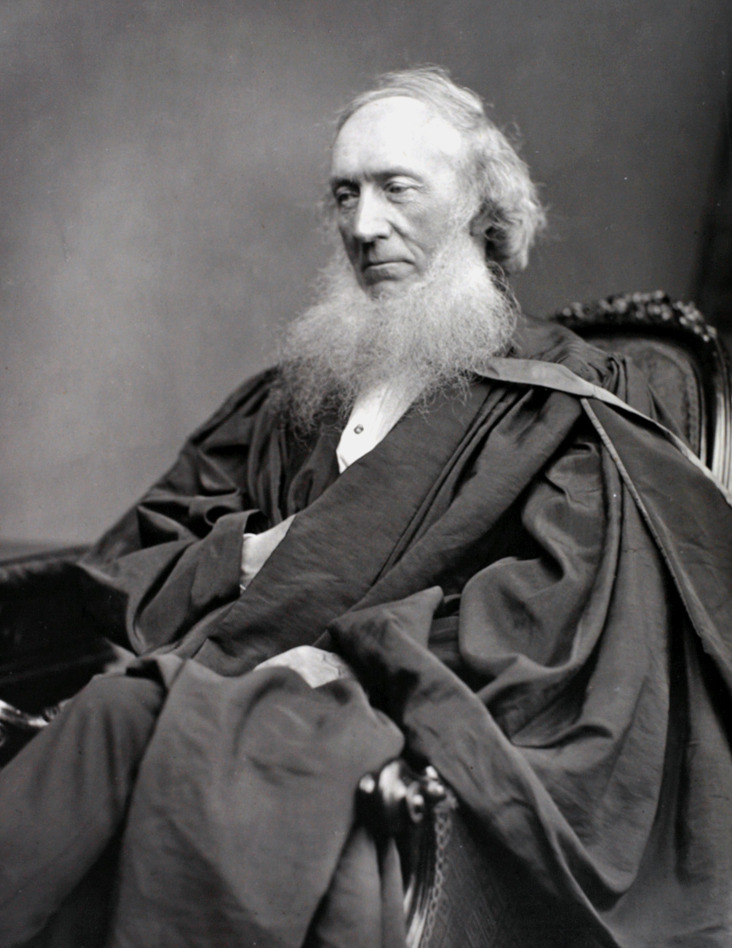
Andrew Buchanan fotografiert von Thomas Annan in Memorials of The Old College of Glasgow, 1871

Andrew Buchanan (* 10. Dezember 1798 in Glasgow, Schottland; † 9. Juli 1882 in Dunkeld) war ein schottischer Chirurg und Physiologe. Als Victoria 1839 den Regius Chair of Theory of Physic or Institutes of Medicine stiftete, den heutigen Regius Chair of Physiology, wurde Buchanan als erster Professor gewählt.

## Leben
Buchanan wurde in Glasgow als zweiter Sohn von Andrew Buchanan geboren, einem reichen Händler in Glasgow. Buchanans älterer Bruder Walter Buchanan (1797–1877) vertrat Glasgow 1857–1867 als Abgeordneter des House of Commons. Nach dem Tod des Vaters übernahm Walter dessen Rolle im Handelsunternehmen. Das gab Andrew die Gelegenheit, nach seiner Schulzeit an der Glasgow Grammar School an der University of Glasgow, der University of Edinburgh und zwei Jahre, 1823 bis 1824, an der Universität Paris zu studieren. In Paris lernte er Guillaume Dupuytren kennen, mit dem er sich anfreundete. Er konnte sich eine Stelle als „Resident“ an der renommierten Glasgow Royal Infirmary sichern, was ihn mit außergewöhnlich viel praktischer Erfahrung ausstattete. Um seine medizinischen Kenntnisse zu vertiefen, übernahm er die medizinische Betreuung in einem der ärmsten Viertel von Glasgow, „the Wynds“, zwischen Stockwell Street und King Street, wo er sich zum ersten Male mit Typhus infizierte. Zwei weitere Infektionen folgten im Verlaufe seines Lebens.
1828 gründete Buchanan das Glasgow Medical Journal, eine vierteljährlich erscheinende medizinische Fachzeitschrift, für die er auch als Chefredakteur wirkte. Er entwickelte sich zu einer bekannten, aber kontroversen Person in der Gesundheitspolitik der Stadt. Einer seiner Artikel über die medizinische Behandlung der ärmsten Bevölkerungsschichten erregte so viel Widerstand, dass er die Redaktion des Journals aufgeben musste und außerdem seine Anstellung als Chirurg des Distrikts verlor. Nur kurz nach seiner Entlassung brach 1832 in Glasgow eine Cholera-Epidemie aus, teilweise wegen der von Buchanan kritisierten Umstände. Buchanan arbeitete in dem vorsorglich eingerichteten Seuchenhospital und sammelte Proben und Beobachtungen, die er später in Veröffentlichungen nutzte.
Ab 1835 arbeitete er als Chirurg in der Glasgow Royal Infirmary. Er entwickelte eine neue Operationstechnik zur Wiederherstellung der Unterlippe nach der Entfernung eines Pilomatrixoms (ausführliche Beschreibung im Glasgow Medical Journal, 1859). Die Technik wurde 25 Jahre später als Symes Wiederherstellung der Unterlippe in Edinburgh bekannt. Die Technik, die er selbst für seine wichtigste Verbesserung hielt, war die verbesserte Operationstechnik zur Entfernung von Konkrementen, der Steinschneiderei, die er 1847 veröffentlichte. Die Technik blieb in Glasgow bis in die 1870er Jahre in Anwendung und rettete wegen der Geschwindigkeit der Ausführung und der reduzierten Verletzungsgefahr benachbarter Organe viele Leben. Zusätzlich lehrte er Materia medica am Andersonian Institute, heute einem Teil der University of Strathclyde.
1839 wurde er zum ersten Regius Professor für Theorie und Einrichtungen der Medizin, dem späteren Lehrstuhl für Physiologie, berufen. Eines seiner Interessen war die Blutgerinnung, die er mit dem Plasma in Verbindung brachte. Einige Jahre später veröffentlichte Hermann Adolf Alexander Schmidt, in offenkundiger Unkenntnis von Buchanans Arbeit, vergleichbare Ergebnisse. Der Tod von Buchanans Sohn durch eine Typhusinfektion, 1865, erschütterte den Arzt. Ab ca. 1870 begann seine rechte Hand zu zittern, ein erheblicher Nachteil für einen Chirurgen. Seine Sprachstörungen nahmen zu und Buchanan selbst war wissenschaftlich nicht mehr auf der Höhe seiner Zeit. Die Leitung der Universität intervenierte und nach längeren Streitigkeiten verließ Buchanan die Professur 1876. Möglicherweise als Ausgleich für den Verlust der prestigeträchtigen Professur wurde er einstimmig zum Präsidenten der ärztlich-chirurgischen Fakultät in Glasgow gewählt und diente als von 1879 bis 1880. Heute bezeichnen Biochemiker und Physiologen Buchanan als Begründer ihres Fachs.

## Ehrungen
1965 wurde von der University of Glasgow zu Ehren Buchanans der Buchanan Chair of Physiology eingerichtet.

## Bibliografie
- 1828: Case of Ascites, in which the Abdomen was tapped through the Fundus of the Bladder, and an attempt made to establish a Fistulous Communication between the Bladder and Abdomen
- 1828: On the Diagnostic Symptoms of the Dislocation of the Femur into the Ischiatic Notch
- 1844: On the white, or opaque serum of the blood
- 1845: Farther observations on the state of the blood after taking food
- 1860: On lithotomy considered as a cause of death
- 1874: The forces which carry on the circulation of the blood